# Српска народна скупштина у Нишу 1914—1915.
Ванредни сазив Народне скупштине за 1914. годину одржан је у Нишу 14. јула 1914 — октобра 1915.

## Ток догађаја

### Сарајевски атентат и Јулска криза
Ha Видовдан 1914, погођен метком младог босанског националног револуционара Гаврила Принципа, пао је у Сарајеву престолонаследник Аустро-Угарске Франц Фердинанд. Тај догађај, ма како сам по себи трагичан, послужио је милитаристичким круговима те земље за један крвав и већ одавна спреман обрачун са Србијом: Аустро-Угарска оптужила је Краљевину Србију као кривца за тај догађај, тражећи једном нотом од Србије не само формално задовољење и правилну истрагу, него и постављајући уз то услове које не би могла прихватити ни једна независна држава без штете за свој суверенитет и своју слободу. Иако је судска истрага која је вођена у Сарајеву по делу тога атентата од стране аустро-угарских иследника доказала да чин Гаврила Принципа нема никакве везе са Србијом и српском владом, иако су велике силе, пред опасношћу једног великог рата, све чиниле да га избегну и обема странама саветовале мирно и могуће решење спора који је провоцирала Аустрија, аустријски милитаристички кругови, помогнути својим савезницима из Берлина, настојали су да спор доведу до најопасније тачке на којој би Србија морала капитулирати. Њој су остављене биле свега две могућности: или апсолутно задовољење и попуњење свих аустријских захтева изложених у ноти, која је била срачуната на потпуно понижење Србије и њену деградацију са ранга слободне и суверене државе, или рат, крвав и страшан, са неколико пута надмоћнијмм непријатељем који се спремао на најтежа свирепства и који је пред целим светом доказивао потребу једне казнене експедиције која би Србију уразумила.
Краљевина Србија покушала је да избегне рат. На аустријску ноту која је имала чисто ултимативан карактер, она је одговорила у тражвном року и пристала на извршење свих услова које је поставила Аустро-Угарска, уколико ти услови нису задирали у најосетљивију тачку, у питање државног суверенитета. Одговор Србије, саопштен великим силама одмах после саопштења аустријсмом посланику у Београду, цео културни свет сматрао је не само могућим, него и максималистичким; веровало се да ће тиме Аустрија бити потпуно задовољена; налазило се, напослетку, да одговор Србије искључује рат, и посредовање великих сила никада није било живље него баш у часовима после предаје ноте до трвнутка када је аустроугарски посланик у Београду, барон Гизл, напустио Београд, и до часа када су пале прве аустријске гранате на српску престоницу. Одговор Србије сматран је као задовољавајући и у Берлину, a таквим га је сматрао и Цар Виљем који је до последњег тренутка био у преписци са својим рођаком, руским Царем Николом. Ho у Бечу нису делили то мишљење: Барон Гизл имао је налог да напусти Београд одмах после предаје српске ноте, a Аустрија је нагло вршила мобилизацију и најбоље своје активне трупе концентрисала на свима важнијим тачкама према српској граници.
У данима за време и после сарајевског догађаја, Србија се налазила у пунам предизборном врењу. Изборна кампања била је врло жива; главни политички људи налазили су се у унутрашњости земље, и само је неколико чланова владе дежурало у Београду. Србији која је била тек изашла из великих и крвавих ратова, предстојао је дуги период рада који је она морала да употреби за уређење новоослобођених крајева и за опорављање од последица рата. Привреда у Србији страдала је много услед рата; осећала се новчана оскудица, државни приходи нису притицали онако како је требало; жетва из 1914. била је после рата прва с којом се могло рачунати; морао се тражити један већи зајам за задовољење најнужнијих потреба. Јасно је да у таквим временима и под таквим приликама Србија није могла да провоцира рат, већ се морала посветити хитном решавању својих унутрашњих потреба које су биле врло акутне. Око 30.000 инвалида и инвалидских породица, као и неколико хиљада оштећених у рату са Бугароком, очекивало је у тим данима решење свога питања, па Србија није могла ни да помишља на то да се упушта у дуг и упоран рат са неколико пута бројмо надмоћнијим и, свакако, спремнијим непријатељем.

### Ванредно сазивање Народне скупштине
Рат је, упркос свих напора који су чињени да се спречи, био на прагу: 12. јула 1914, једним указом Наследника Престола Александра одређвно је да се целокупна војска стави у мобилно стање. Истога дана, другим указом на основу чл. 54 и 102 Устава сазвана је Народна скупштина у ванредан сазив за 14. јули 1914. у Нишу, иако је пре тога била распуштена и изборна борба била у пуном јеку. Трећим указом одређено је да се обуставе све изборне радње, предузете на основу указа од 10. јуна 1914 у циљу да се изабере нова Народна скупштина. 13. јула 1914, у ванредном броју „Српских новина" изашао је проглас владе Краљевине Србије, упућен народу, у коме влада саопштава ток преговора са Аустријом и догађаје који су се у вези с њима развијали.
„Пре два дана", каже се у томе прогласу, „поднела је Аустро-Угарска влада Српској влади представку са извесним захтевима, и оставила је рок да се на то одговори до вечерас у шест сахата, стављајући у изглед прекидање дипломатских односа ако не би била задовољена. Српска је влада, знајући да одговара жељама вашим и потребама мира, коју осећа не само Србија него, уверени смо, и цела Европа, изашла у сусрет Царској и Краљевској влади до крајњих граница попустљивости, преко којих не може ићи ни једна независна држава... Уздајући се у помоћ Божју, у своју Правду, као и у пријатељство Великих држава које, уверени смо, желе исто тако да се мир одржи, надамо се да ће се овај сукоб свршити мирно; али, камо је аустроугарски посланик вечерас у име своје владе изјавио да није задовољан нашим одговором, и да коначно прекида дипломатоке односе, влада је Српска принуђена да за сваки случај одмах предузме најпотребније војне мере за одбрану земље Сматрамо за дужност позвати: народ на одбрану Отаџбине, верујући, да ће се нашем патриотском позиву сваки радо одазвати. Ако будемо нападнути, војска ће вршити своју дужност, a грађанима који нису позвати под заставу саветујемо да остану код својих домова и мирно раде своје послове..."
Први претходни састанак овога ванредног сазива Народне скупштине одржан је 14. јула 1914. Како је на влади био хомогени радикални кабииет Николе Пашића, скупштинско часништво изабрано је из већине на коју се влада ослањала у Народној скупштини. За председника је био изабран Андра Николић, за I потпредседника др. Станојло Вукчевић, за II потпредседника Ђока Брачинац, a за секретаре Веља Вукићевић, П. Јовановић, Маринко Станојевић, Ранко Гавриловић, Ранио Обрадовић, Андра Протић и Никола Митић. Седнице Народне скупштине одржаване су у сали Официрског дома у Нишу.
17. јула дошао је у Народну скупштину Наследник Престола Александар, у пратњи овоје свите. Дочекан одушевљево од народних посланика и скупштинског часништва, Наследиик Престола поздравио је Народну скупштину на чијим су се галаријама видели дипломатски представници Русије, Румуније, Италије, Бугарске, Турске и Немачке. Беседа је истицала тешке дане у којима се Србија налазила:
„. ... Већ само место где смо се сакупили показује Вам јасно, да је необично важан тренутак у коме се наша Отаџбина налази. Народна скупштина само у очи рата и за време рата држи своје седиице ван престонице... Аустро-Угарска нам је објавила рат, и Ви сте се могли уверити да је с наше стране учињено све колико образ српски допушта да се рат избегне. Од зла које нам је наметнуто силом и намерно морамо се бранити."
„ ... Искушење које је на нашу земљу наишло велико је. Непријатељ који на нас диже руку и рат нам објављује већи је и бројно јачи. Ипак, ми ћемо храбро и јуначки напред. Наша је ствар праведна. Сви су беспристраони фактори признали да је Србија била предусретљива и помирљива. A када човек брани праведну ствар, кад је неправедно нападнут у својој кући, кад се брани од понижења, срамоте и насиља, онда је његова снага двапут већа Србији су претили усамљеношћу, и само се очекивала прилика да се то оствари. За тај циљ употребљен је сарајевски атентат; али, на срећу, у томе се није успело.... Србија је данас у добром друштву. С њом су и њени велики пријатељи и њени верни Савезници..."
Беседа даље жели срећан и сложан рад Народне скупштине.
Одмах после прочитане Беседе Народна скупштана је прешла на рад.

### Адреса
Стојан Рибарац, y име Народне странке, дао је изјаву да та странка, иако је била отказала даљу сарадњу на једном унутрашњем питању, услед изванредних прилика које су наступиле и необично тешког положаја у коме се Србија налази, хоће да се врати натраг у Скупштину да продужи рад. Позива све странке да сву своју силу и вољу ставе у службу своје звмље. Сем тога Рибарац је истакао и потребу да Народна скупштина о свему буде тачно обавештавана.
Лаза Пачу, y име владе Николе Пашића, примио је са највећим задовољством изјаву Стојана Рибарца и изјавио да ће Скупштина о свему што се догађа, a што није особита тајна државна и савезничка, бити на време обавештавана.
Скупштина се, по томе, поделила на секције и изабрала адресни одбор коме је стављено у задатак да у најкраћем року поднесе предлог Адресе. За време док је прављен мацрт Адресе, Скупштина је расправљала хитне законоке предлоге који су јој били поднесени.
Нацрт Адресе био је убрзо готов, и дебата о њој свршена је у току једне седнице.
„После два тешка и крвава рата Србија је желела сталан мир, да би се њен народ могао опоравити од исполинских напора и нечувених Жртава. Желећи мир у својој земљи, Србија је, и раније и сада, поштовала мир и спокојство велике суседне Монархије, с којом је хтела имати односе доброг суседства. Факат да се наша земља, занета бригом око свога унутрашњег уређења и консолидације ратних тековина минулих ратова, налазила усред избора за Народну скупштину, најбоље доказује колико је Србија била далеко од тога да изазива сукобе и ремети мир, тако потребан свим народима европским.
Непријатељски препад спремљен је и изведен са оволико суровости за то што је рачунао с нашом политичком усамљеношћу. Народна скупштина је срећна што од Вашег Височанства прима уверење да де у томе није успело и да је Србија данас у добру друштву. Убеђена у солидарност интереса наших и наших верних Савезника, Народна скупштина верује да ће и они стати на браник слободе и права балканских народа.
У тренутку када непријатељ вандалски руши престоницу Краљевине, и разорава културни, економски и политички центар српског народа, Народно представништво са светим узбуђењем, с вером у Бога и у божју Правду, шаље изразе овоје љубави, поноса и поуздања поузданој српској војсци, која се да премашити бројем али не да јунаштвом и човештвом, и која хита нападнутим границама своје државе и онда кад, изненађена, оставља несабрану храну својој кући и својој држави . . . У тој борби, Народно Представништво жели Вашем Височаиству стару срећу на челу српских јунака...."
Стојан Рибарац, y име Народне странке, дао је изјаву да тешки тренуци које земља преживљава „запаведно одређују потпуну солидарност у осећајима и апсолутно јединство у акцији свих снага народних".
Драгиша Лапчевић, y име Социјалистичке странке, критиковао је владину политику која није ишла за тим да се постигне федерација балканских држава, ради одбране Србије и балканских земаља. Лапчевић се изјаснио против рата и тражио да се постигне мир.
Стојан Новаковић, y име Напредне сгранке, сматрао је да садашње време није подесно за критику; треба радити да се земља покаже уједињена и снажна, са што већом спремом, поуздана на пољу њене части и њвног јединства. Влада треба да учини све што је y њеној могућности да у борби која се отвара Србија не остане усамљена.
Милорад Драшковић, y име Самосталне радикалне странке, изјављује да је Србији рат наметнут, и да се она мора бранити. „Наше је тврдо уверење да ћемо се одбранити, јер бранимо праведну ствар. Непријатељ је на нас насрнуо за то што смо мали, само се он у тој вери преварио."
Председник министарства Никола Пашић захвалио је Народној скупштини на патриотском држању па је Народка скупштина, изузев гласове социјалиста Драгише Лапчевића и Трише Кацлеровића, примила предложену Адресу.

### Рат и рад Народне скупштине 1914.
У току ових радова који су вршени у Народној скупштини, рат је увелико почео. Београд је био обасут аустријским гранатама, a исто тако поједине важне стратегијске тачке на граници земље. Влада се преселила у Ниш, где је заседала и Народна скупштина, док је Врховна команда била y Крагујевцу. Народној скупштини саопштавани су најважнији догађаји и свака нова објава рата редом како су следиле. Скупштина је упутила телеграфске поздраве Государственој Думи y Петрограду, Народној скупштини на Цетињу, Француској Народној скупштини y Паризу, Доњем Дому y Лондону, a са свих страна стизали су одговори који су улевали веру у то да Србија одиста неће остати усамљена.
Пред Скупштину влада је поднела неколико хитних законских предлога и она их је у најкраћем времену узела y поступак. Међу првим предлозима био је закон о ванредном кредиту од 90 милиона динара с тим да се за мобилизацијске трошкове употреби 25 милиона, за издржавање војске до демобилизације 35 милиона, и за случај неодложне државне потребе 30 милиона динара. Предлог закона о мораториуму оглашен је такође као хитан, a хитно је расправљан и предлог закона о конкордату са Светом Столицом, који је био једногласно примљен на првом читању.
26. јула је Народна скупштина, пошто је изгласала поменуте законске предлоге, била за извесно време одложена. Некоји народни посланици који су били војни обвезници отишли су директео из Ниша у своје јединице. У часу када се водила битка на Јадру и Церу, која се свршила великом победом српског оружја и првим великим поразом аустро-угарских трупа, налазио се известан број народних посланика у Нишу. Председник Народне скупштине Андра Николић честитао је тај догађај Врховном Команданту и Наследнику Престола телеграмом у име Народне скупштине изразивши радост што војска „својом снажном десницом, без предаха и одмора, разбија непријатеље српског племена и увенчава се победом и славом." Наследник Престола Александар, телеграмом са бојишта, захвалио је Народној скупштини у име своје и у име целе војске на признању и честиткама. У признању Народне скупштине, Наследник Престола види „најбољи доказ заједничких идеала Србије, за чије се остварење пролива толика драгоцвна крв... и уништавају многобројии непријатељи нашега народа и наше државе. "Битка на Церу подигла је у Србији духове; самопоуздање било је живље него икада; са свих страна света стизали су телеграми дивљења за српску војску и српске напоре, a парламенти свију савезничких земаља поздрављали су Народну скупштину изражавајући пуне симпатије држави и народу.
1. новембра 1914. Народна окупштина наставила је рад у Нишу. Кредит изгласан пре три месеца био је исцрпен, јер се ратовање настављало. Београд се налазио у рукама непријатеља, a српска војека је одступала на положаје са којих ће повести знамеииту Колубарску битку. Влада је тражила нови ванредни кредит од 110 милиона динара, и Скупштина га је изгласала једногасно. У току прве половине новембра одржано је и неколико тајних седница Народне скупштине на којима је председник министарства и министар иностраних дела Никола Пашић поднео опсежан реферат о тадашњем војном и међународном положају Србије. Наследник Престола и Врховни Командант, обавештен о једногласном изгласавању кредита од 110 милиона динара, упутио је Народној скупштини телеграм захвалности у име своје и у име војске. Скупштина се, сем тога, бавила и предлогом закона о реквизицији за време pата, a узела је и живог учешћа на конференцијама које су, по споразуму са владом и са представиицима приватне иницијативе, одржаване у циљу саветовања како да се помогне избеглицама.
За време рада Народне скупштине у овоме ванредом периоду на управи земље налазио се хомогени радикални кабинет Николе Пашића који је, уз председништво, држао и портфељ министра иностраних дела. 22. новембра 1914. године хомогени радикалми кабинет дао је оставку да истога дана уступи место коалицианом кабинету Народне радикалне, Самосталне радикалне и Напредне странке. На челу владе остао је Никола Пашић који је и даље задржао портфељ министра спољних послова. Лаза Пачу постављен је за миниетра финансија, Љубомир Давидовић за министра просвете, Миларад Драшковић за министра грађевина, Љуба Јовановић за министра унутрашњих послова, Марко Ђуричић за министра правде и др. Војислав Маринковић за министра народне привреде. За министра војног именован је Pадивоје Бојовић. Два дана доцније, 24. новембра, влада се представила Народној скупштини декларацијом о којој је вођена кратка дискусија, јер је нова влада представљала скуп најугледнијих људи и представника најглавнијих странака у земљи.
Влада је образована, каже се у декларацији, са циљем да се y њеном саставу оличи јединство, воља, снага и циљеви наше земље. Уверена у поверење Народне скупштине докле год све своје силе буде стављала у службу велике народне ствари Српске државе и Српско-Хрватско-Словеначког племена, влада сматра за своју прву дужност да се са бескрајним поштовањем поклони пред светим жртвама, храбро и вољно принесеним на олтар Отаџбине... Уверена у решеност целог српског народа да истраје у светој борби за одбрану свога огњишта и своје слободе, Краљевска влада сматра као свој најглавнији и у овим судбонооним тренуцима једини задатак да обезбеди успешан свршетак овога великог војевања које је, y тренутку кад је започето, постало уједно и борбом за ослобођење и уједињење све наше неслободне браће Срба, Хрвата и Словенаца... Сјајни успех који има да крунише ово војевање искупиће обилато крваве жртве које данашњи српски нараштај подноси..."
Како је нова влада била састављена из представника свих странака сем Националне и Социјалистичке странке, Стојан Рибарац у име Националне странке изјавио је да та странка, иако не учествује у владиној коалицији, остаје верна декларацији датој месеца јула, па ће она све своје патриотске дужности вршити са истрајношћу и пожртвовањем. Од владине декларације једино се оградио Драгиша Лапчевић, y име Социјалистичке странке, па је декларација примљена једногласно.
Скупштина се после тога вратила на законодавни рад и приступила проучавању закона о помоћи невољнима у рату. Пратећи систематско одступање војске која се спремала да заузме положаје са којих је хтела да даде Колубарску битку, Народна скупштина је пратила ток војних операција и дискутовала о мерама како да се помогне многобројним избеглицама.
У тим данима почела је и Колубарска битка. Тучен на свим линијама, непријатељ се нагло повлачио према својим границама, остављајући на десетине хиљада мртвих и још више заробљених. 2. децембра 1914. Народна скупштина зваиично је обавештена да су Краљ Петар, Наследник Престола Александар и Принц Ђорђе, на челу трупа, ушли у ослобођени Београд. У исто време изашао је и званични коминике Врховне команде која је јављала да „на територији Краљевине Србије нема више ни једног слободног неоријатељског војника." Тај догађај Народна скупштина пропратила је одушевљешш манифестацијама Краљу Петру, Наследнику Престола Александру и српској војсци.
Током прве половине децембра Скупштина је наставила рад расправљајући предлоге и интерпелације. Народном посланику Ђури Прокићу који је пао за време Колубарске битке, о чему је Скупштина била одмах обавештена, приређена је топла комеморација. Нарочиту пажњу Народне скупштине скренула је на себе једна интерпелација поднесена поводом афере о опанцима који су набављани за војску. Скупштина је, y споразуму с владом, одредила да ту аферу испита једна специјална скупштинска анкетна комисија од 7 чланова с тим да јој што пре поднесе извештај и предлог о мерама које треба предузети. Пред крај децембра седнице су биле одложене с тим да се наставе чим се за то укаже потреба.
У току овога првог дела свога ванредног сазива за 1914. годину, Народна скупштина изгласала је ове законе: закон о ванредном кредиту за 1914. годину, y износу од 90 милиона динара; закон о мораториуму; закон о Конкордату између Краљевине Србије и Свете Столице; закон о ванредном кредиту за 1914 годину, y износу од 110 милиона динара; закон о помоћи невољнима за време рата; закон о ковању сребрног новца у износу од 15 милиона динара; закон о продужењу важности буџета од 1914 године за 12 месеци 1915 године; Финансијски закон за 1915 годину.

### Рат и рад Народне скупштине 1915.
У току прве половине 1915. на границама Србије владало је затишје: непријатељ је, истина, стајао свуда дуж границе, граничне чарке нису престајале, али већих војиих операција није било. Народна скупштина наставила је рад у Нишу 20. јануара 1915. претресом законског предлога о реквизицији за време рата и извиђањем афере са опанцима. Заузета живом дипломатском акцијом, влада је пред Народну скупштину износила само најхитније законске предлоге, али су зато интерпелације, и то махом оне које су се односиле на рат и на последице рата, расправљане као у најредовнијим приликама. Крајем јануара рад је био поново прекинут, али је настављен 2. априла 1915, јер је влада поднела неколико хитних законских предлога на чије се решење није смело дуго чекати.
За ратне потребе Народна скупштина у два маха одобрила је ванредне кредите у укупном износу од 200 милиона динара. Показало се, после тога, да је та сума недовољна и да се морају тражити нови ванредни кредити. Ради тога је влада поднела Народној скупштини нови законски предлог о ванредном кредиту у износу од даљих 200 милиона динара с тим да тај накнадни кредит са оним ранијим чини једну целину. Сем тога Скупштини је био поднесен и предлог закона о чиновницима грађанског реда, закон о допуни § 23 закона о судском поступку у кривичним делима и закон о допуни војно-казненог закона који је, после краће дискусије, био повучен из одбора на захтев министра војске.
Дискусија о новом ванредном кредиту била је кратка. На тражење Народне скупштине влада је пристала да се у тај законски предлог унесе одредба да ће кредите из тих накнадних кредита, уз министре финансија и војске, одобравати и једна скупштинска комисија, један одбор од пет народних посланика, који ће се накнадно изабрати и који ће, с времена на време, обавештавати Народну скупштину о своме раду. Кад је тај закон добио највишу потврду, Народна скупштина је за чланове тога одбара изабрала посланике Милана Капетановића, др. Драгољуба Павловића, Велислава Вуловића, Живојина Рафајловића и Милоја Ж. Јовановића.
Спољно-политичким питањима Скупштина је такође посвећивала велику пажњу. На вести о Лондонском уговору и о припремама које су вршене у вези с тим уговором, Дража Павловић је поставио министру иностраних послова Николи Пашићу питање „о скорој акцији Италије, која се везује са извесним компензацијама на штету нашег српско-хрватско-словеначког народа." Поводом тога питања Пашић је дао изјаву да он сматра „да италијански политичари и државници не могу поћи за тим да добију један предео више или мање, овај или онај остров, јер могу знати унапред да сила Италије неће бити у томе граду или у томе острову, него ће сила њена бити у слози српско-хрватско-словеначког племена и Италије."
Анкетни одбор који је извиђао злоупотребе у опанчарској афери нашао је да постоје злоупотребе и поднео извештај Народној скупштини која га је претресала на неколико седница. Напослетку, a са пристанком владе, донесена је одлука да Народна скупштина установи једну своју сталну комисију која ће прегледати сав рад војне интендантуре. Дискусија по томе извештају завршена је скупштинском резолуцијом која каже да „Народна скупштина одређује одбор од седам народних посланика који ће, испитујући све јавне набавке које су извршене из ратних кредита вотираних y 1914. години, сав рад војне интендантуре на војишту, као и сав рад и ове набавке по војним станицама, имати да Народној скупштини укаже на све мере административиог и законодавног карактера које се покажу као потребне и саветне, да се систем јавног набављања реформише и усаврши, a злоупотребе онемогуће. Из овога је искључена набавка оружја и муниције". У исто време у тај одбор изабрани су народни посланици Настас Петровић, Урош Ломовић, Иван Павићевић, Чеда Костић, Свет. Ђорђевић, Дим. Машић и Павле Булић.
Дана 20. априла 1915. Скупштина је, по предлогу свога председника, одложена до месеца августа те године но с тим да се сазове ако се укаже потреба.
Ратно затишје још увек је трајало, али је утолико била живља дипломатска акција. Аустријска и немачка дипломација чиниле су све што је било могуће да у рат увуку и Бугарску, како би Србија била што пре савладана и успостављена веза са Турском која је такође ушла у рат на страни Централних сила. Током месеца августа већ је углавном било јасно да ће Бугарска прићи Централним силама, чиме је Србија била доведена у безизлазан положај. На граници према Аустрији вршила се сукцесивна концентрација трупа; заједно са аустријском војском границу је поседала и немачка војска снабдевена најмодернијим ратним оруђима и са свежим трупама. Било је јаоно да се према Србији спрема велика офанзива чије су последице морале бити утолико теже што су се за напад на Србију опремали и Бугари од чијег су бочног удара очекиване најтеже последице по Србију.
Дана 3. августа 1915. Народна скупштина наставила је рад. Влада је тражила нови ванредни кредит ад 250.000.000 динара који је Скупштина после кратког претреса одобрила. Претресан је и закон о имовини страних поданика оних држава које су у непријатељству са Србијом, и то је био последњи закон који је изгласан на територији слободне Србије. Како је положај Србије, с дана на дан, постајао све тежи, одржано је неколико тајних седница Народне скупштине на којима је влада поднела извештај о положају земље. После тих тајних седница, на јавној седници донесена је 8. августа ова одлука:
„Народна скупштина, пошто је саслушала изјаве владе и обавештења дата у тајној седници, одајући пошту палим јунацима и понављајући своју решеност, да борбу за ослобођење и уједињење српско - хрватско - словеначког народа продужи уз своје Савезнике по цену жртава неопходних за обезбеђење животних интереса нашег народа — одобрава владину политику и прелази на дневни ред."
Др Воја Вељковић y име Народне странке дао је изјаву „да влада није добила одобрење од савезника за програм уједињења Српско-хрватско-словеначког народа".
Никола Пашић одговорио је Вељковићу „да се програм српског народа оставља по души и задацима Србије, a никако по споразуму са страним државама".
Драгиша Лапчевић, y име Социјалистичке странке, противан је овој резолуцији. Напомиње да је Социјалистичка партија увек водила и води борбу против поретка заснованог на приватној својини, као што води и борбу против ратова па тражи споразум балканских народа и њихов улазак y једну федеративну републику.
У току рада 1915 године, Народна скупштина донела је ове законе: закон о чиновницима грађанског реда; *** § 23 закона о судском поступку у кривичним делима; закон о ванредном кредиту у износу од 200 милиона динара; закон о регулисању школског рада због рата и његових последица; закон о ванредном кредиту у износу од 250 милиона динара; закон о вршењу вирмана у ресору министарства просвете; закон о реквизицији за време рата; и, напослетку, закон о поступку са имовином страних поданика оних држава које су у непријатељству са Србијом.
Дана 8. августа 1915. Народна скупштина била је поново одложена с тим да се састане 21. септембра исте године.
У августу 1915, силе Антанте понудиле један биг-деал, за улазак у рат на страни Антанте требало привући Бугарску, па су Савезници пред Пашића изашли с понудом да Kраљевина Србија уступи Бугарској источну половину Македоније (тј. део Македоније источно од Вардара),  а да заузврат, ако Савезници добију Први светски рат, Србија добије територијално проширење, које би укључило целу Босну и Херцеговину, целу средњу и јужну Далмацију (тј. све оно што није било обећано Италији Лондонским уговором: дакле територија од рта Плоче крај Шибеника па све до 10 километара јужно од Цавтата), Срем, Бачку, северну Албанију, па чак, под неким условима, и Славонију – ако по завршетку рата и она падне у руке Савезницима. Радило се, заправо, о два меморандума (или две ноте) Савезника упућене председнику Владе Kраљевине Србије Николи Пашићу. Први је носио датум 4. августа, а други 16. августа 1915. Овај други био је много конкретнији, у територијалном смислу, јер је имао као додатак и једну карту коју је за потребе британске владе, односно британског министра спољних послова сер Едварда Греја, направио Грејев експерт за овакве ствари, британски археолог и етнолог Артур Еванс.
Лондонски уговор од 26. априла 1915. био је службени акт највишег ранга, потписан на највишем савезничком нивоу. У Лондону су га потписали председници влада и министри спољних послова четири државе – Велике Британије, Француске, Русије и Италије. Предлог сила Антанте Србији, из августа 1915, био је такође службени акт, али знатно нижег ранга, на нивоу посланика савезничких земаља у Србији, током Првог светског рата. Та су тројица посланика у Србији били: британски Чарлс де Грац  француски Огист Бопи руски кнез Григорије Николајевич Трубецки.
Понуда је подразумевала да Србија уступи Бугарској источну половину Македоније (источно од Вардара),  а Србија заузврат добија проширење у виду целе Босне и Херцеговине, средње и јужне Далмације од рта Плоче крај Шибеника па све до 10 километара јужно од Цавтата, а уз то и Срем, Бачку, северну Албанију, а остављена је могућност и за Славонију, ако на крају рата она буде под контролом савезника.
Тајна седница Српске народне скупштине на којој се о томе одлучивало одржана је у Нишу од 20. до 23. августа 1915..Записник с те седнице је похрањен у Архиву САНУ, а саставио га је секретар Српске народне скупштине Петар Јовановић. Kључни су били други и трећи дан заседања, 22. и 23. август 1915. године.
Дана 23. августа 1915. гласало је укупно 127 посланика. Исход гласања био је 103:24 за одбијање савезничког предлога. Против Пашићевог предлога, тј. за Антантину понуду, гласала су два самосталца (посланика Самосталне радикалне странке), три социјалдемократа и 18 либерала, док су 69 од укупно 103 гласа који су се изјаснили против савезничког ултиматума Пашићу осигурали чланови његове Народне радикалне странке.
Бугарска је, под изговором оружане неутралности, извршила мобилизацију своје војске и концентрисала најбоље своје трупе на граници Србије. Макензен са аустријским и немачким трупама већ је покушавао да пређе у Србију: 5. октобра (по новом календару) отпочела је офанзива на целом аустро-немачком фронту, a 14. октобра Бугари су, без објаве рата и дуж целог фронта, предузели енергичан напад на српске трупе које су се према наредби коју су имале у прво време држале мирно и у дефанзиви. Челични обруч око Србије стезао се све више; Ниш, y коме се налазила влада и Народна скупштина, био је у опасности да падне у руке Бугара који су већ заузели Пирот. У првим тренуцима помишљало се на то да се Народна скупштина сазове у Крагујевцу, али се и од тога одустало, јер се непријатељски обруч стезао све више. Ипак се велика већина народних посланика налазила у Нишу. Кад је било јасно да савезничка војска неће на време стићи, народни посланици са својим председништвом и владом одлазили су из места у место и, заједно са војском која је при одступању дувала очајнички отпор, одступали у правцу Црне Горе и Албаније. Неки од њих одступали су преко Скопља и дошли y Солун, одакле су после пребачени у Италију и Француску али је главнина, заједно са члановима владе, пребачена у те земље преко пристаништа у Албанији.
При евакуацији Ниша по одлуци председништва Народне скупштине уништена је сва имовина скупштинска, сви њени писани протоколи седница још из најранијих времена и њена целокупна архива. Војска је, напуштајући земљу, морала да уништава своја оруђа, да не би пала у руке непријатељу; то исто морала је да учини и Народна скупштина са својом архивом у којој се налазио драгоцен историјски материјал писан у разним временима и пун докумената од историјске вредности. При одступању влада је предузела потребне мере да што већи број народних посланика буде заједно с њом и с војском како би, и са туђег земљишта, могла да испуњава све уставне одредбе, што без Народне скупштине не би било могуће.